# أنجيليكا جاكوبوفسكا
أنجيليكا جاكوبوفسكا (بالبولندية: Angelika Jakubowska)‏ (ولدت في 30 أبريل 1989) عارضة أزياء من لوبا، بولندا والتي توجت ملكة جمال بولونيا 2008. كانت ممثلة بولندا في مسابقة ملكة جمال الكون 2009 و مسابقة ملكة جمال الأمم 2009. جاكوبوسكا ظهرت في مجلة بلاي بوي بولندا في سبتمبر 2010.

## روابط خارجية
- Angelika Jakubowska profile on the Miss Universe website
- Angelika Jakubowska at Playboy